# Stacja Carlini
Stacja Carlini (hiszp. Base Carlini) – argentyńska stacja antarktyczna położona na Wyspie Króla Jerzego. 
Carlini jest stacją całoroczną, w okresie letnim może w niej mieszkać maksymalnie 60 osób. Została otwarta 12 lutego 1982, choć już w 1953 roku w tym miejscu po raz pierwszy została umieszczona placówka badawcza. Stacja jest kierowana przez Dirección Nacional del Antártico - Instituto Antártico Argentino. Zimą stację zamieszkuje średnio 20 osób. Stacja składa się z 15 budynków i dwóch laboratoriów. Prowadzone są badania nad gazami cieplarnianymi, sejsmiczne oraz nad populacjami pingwinów i lwów morskich.
Do marca 2012 stacja nosiła nazwę „Base Jubany”. Została przemianowana w celu uczenia pamięci zmarłego w 2010 argentyńskiego badacza Antarktyki, Alejandro Ricardo Carliniego.
8 grudnia 2013 roku na stacji miał miejsce koncert zespołu Metallica zwany "Freez'em All: Live in Antarctica". 